# Toulaud
Toulaud ist eine französische Gemeinde mit 1.701 Einwohnern (Stand 1. Januar 2022) im Département Ardèche in der Region Auvergne-Rhône-Alpes. Sie gehört zum Gemeindeverband Rhône Crussol.

## Geografie
Toulaud liegt auf einer Anhöhe westlich der Rhone im Weinbaugebiet Saint-péray (AOC), einer lokalen Art der Côtes du Rhône.

## Geschichte
Toulaud ist ein sehr alter Ort. Der Name Toulaud stammt aus der gallischen Sprache, toul ist von tol abgeleitet, was „Erhebung“ bedeutete. Im Ortsteil Les Fonts (lat. fons bedeutet „Quelle“) wurden Mauerreste, Münzen und Scherben aus gallo-römischer Zeit gefunden. Im Ortsteil Vocances wurden 1969 die Grundmauern eines Hauses gefunden, die Brandspuren zeigten. Dort fand man Scherben aus der Zeit des Tolosanischen Reichs der Westgoten (418–507), die mit älteren Scherben aus gallo-römischer Zeit vermischt waren. Es ist möglich, dass der Hauptort nach der Invasion der Westgoten im 6. oder 7. Jahrhundert auf den Hügel umgezogen ist. Urkundlich erwähnt wurde Toulaud als Toulau zum ersten Mal 940. 
Im 12. und 13. Jahrhundert gehörte Toulaud zum Benediktinerkloster von Soyons. Im Weiler La Seauve bauten die Benediktiner sogar einen Konvent (offener Wohnbereich eines Klosters ohne Abt), dessen großer Kamin aus dem 12. Jahrhundert heute noch erhalten ist.
Während des Hundertjährigen Kriegs (1337–1453) wurde die Bevölkerung 1348 von der Pest dezimiert und der Ort 1374 geplündert. Das Kloster Soyons und der Konvent von La Seauve wurden verlassen. 1430 brachen wieder Kämpfe aus und die Dorfbewohner verschanzten sich gegen Truppen aus dem Burgund. 
1531 wurde die Gegend wieder von der Pest heimgesucht, die man mit dem Verbrennen von Schießpulver und Wacholderbeeren zu bekämpfen versuchte. 1543 folgte die Lepra und es wurden zwei Quarantänestationen in der Nähe von Saint-Péray eingerichtet.

### Bevölkerungsentwicklung
| Jahr                       | 1962 | 1968 | 1975 | 1982 | 1990 | 1999 | 2007 | 2016 |
| Einwohner                  | 789  | 751  | 731  | 875  | 1256 | 1501 | 1675 | 1687 |
| Quellen: Cassini und INSEE |      |      |      |      |      |      |      |      |

## Städtepartnerschaft
Seit dem 14. Juli 2000 besteht eine Städtepartnerschaft mit Monsano in Italien.